# Enrico Morovich
Enrico Morovich (Pecine, 20 novembre 1906 – Lavagna, 29 ottobre 1994) è stato uno scrittore e saggista italiano, di origine fiumana.

## Biografia
Nato a Sussak, sobborgo di Fiume quando la città fa ancora parte del Regno d'Ungheria (nel quadro dell'Impero austro-ungarico), Enrico Morovich prende nel 1924 il diploma di ragioneria, impiegandosi successivamente prima in Banca d'Italia, poi presso i Magazzini generali. Nel 1929 conosce Alberto Carocci che gli apre le porte di Solaria e La Fiera Letteraria, con le quali inizia a collaborare. È del 1936 la sua prima, significativa, creazione letteraria, L'osteria sul torrente, che viene pubblicata da Solaria, Seguiranno Miracoli quotidiani (1938), I ritratti nel bosco (1939), Contadini sui monti (1942) e L'abito verde (1942). In quegli anni lo scrittore pubblica saggi e racconti anche ne Il Selvaggio e in Oggi. Gli ultimi anni di guerra e i primi del dopoguerra, particolarmente cruenti per Fiume e per tutta la Venezia Giulia, interromperanno per alcuni anni la propria attività letteraria, che riprenderà solo nel 1962, con Racconti e Fantasie.
Nel 1950 lo scrittore decide di abbandonare la propria terra di origine, che nel frattempo è passata alla Jugoslavia (1947) ed emigrare in Italia. Dopo aver vissuto per alcuni anni in varie città italiane, a Napoli, Lugo, Viareggio, Busalla e Pisa, si stabilisce a Genova nel 1958, dove risiederà per oltre trent'anni. A Genova torna a pubblicare, dopo tredici anni di silenzio, romanzi e racconti, fra cui: Il baratro (1964), Gli ascensori invisibili (1981), I giganti marini (1984), Piccoli amanti (1990). Inizia anche collaborare con la rivista "Il Mondo". Nel 1990 si trasferisce nella zona di Chiavari-Lavagna, dove si spegnerà, ottantasettenne. Un anno prima di morire pubblica Un italiano di Fiume (1993), commossa rievocazione della propria città d'origine e delle proprie vicissitudini in terra italiana. Lo scrittore fiumano ci ha lasciato anche alcuni originalissimi disegni, esposti al pubblico, nel 1985, a Genova.

## Opera
Enrico Morovich viene generalmente considerato un autore surrealista, o per lo meno legato in vario modo a tale corrente letteraria e di pensiero che trovò in Francia il suo più fertile terreno di sviluppo negli anni venti e trenta del Novecento. La propria narrativa si struttura nella forma del romanzo, e ancor più spesso in quella del racconto (L'osteria sul torrente, Miracoli quotidiani, I ritratti nel bosco ecc.), genere quest'ultimo che, secondo alcuni critici, sembra essergli ancor più congeniale del primo.
Le ambientazioni delle proprie creazioni sono generalmente di carattere agreste e idilliaco: boschi, prati, ruscelli, paesini di sogno, fanno da cornice a vicende per lo più fantastiche, vagamente fiabesche. Colpisce la descrizione minuziosa che Morovich fa di tali scenari bucolici, scelti non a caso, ma, secondo alcuni critici, perché l'autore, per potersi esprimere compiutamente, ha bisogno di collocare le proprie narrazioni in una dimensione atemporale che avvicini i vivi ai defunti, il passato al presente, il sogno alla realtà.
In Italia Magica, antologia di racconti surreali del Novecento, Gianfranco Contini fa un accostamento di testi che sembra non essere casuale, avvicinando Enrico Morovich a un altro grande autore del genere fantastico: Tommaso Landolfi.

### Fortuna dell'opera
Conosciuto fin dagli anni trenta del Novecento, Morovich trovò la sua prima, importante consacrazione nella celebre antologia sugli scrittori surreali compilata da Gianfranco Contini, cui abbiamo fatto già accenno e che fu pubblicata a Parigi nel 1946. Ai generali e lusinghieri riconoscimenti da parte della critica, ottenuti dallo scrittore (fra i suoi ultimi ammiratori c'è stato anche Leonardo Sciascia), non ha tuttavia corrisposto un altrettanto significativo successo di pubblico, almeno fino agli anni ottanta del Novecento. In quegli anni la ristampa di alcune sue opere presso editori prestigiosi (fra cui anche Einaudi e Rusconi) ha contribuito a far conoscere meglio Morovich al grande pubblico. L'opera di diffusione e di valorizzazione dello scrittore fiumano è continuata negli anni novanta del novecento, prima e dopo la sua morte (1994), grazie anche all'impegno di un gruppo di letterati e di critici fra cui il poeta e saggista Bruno Rombi.

### Scritti di Enrico Morovich (selezione)
- L'osteria sul torrente, Firenze, Solaria, 1936
- Miracoli quotidiani, Firenze, Parenti, 1938
- I ritratti nel bosco, Firenze, Parenti, 1939
- Contadini sui monti, Firenze, Vallecchi, 1942
- L'abito verde, Roma, Lettere d'oggi, Roma 1949
- Il baratro, Padova, Rebellato, 1964 (ripubblicato da: Torino, Einaudi 1990)
- Gli ascensori invisibili, Genova, Unimedia, 1981
- La nostalgia del mare, Genova, Unimedia, 1981
- La caricatura, Genova, Lanterna, 1983 (ripubblicato da: Milano, Rusconi Editore, 1994)
- I giganti mariniGenova, Unimedia, 1984 (ripubblicato da: Palermo, Sellerio, 1990)
- Notti con la luna, Genova, Unimedia, 1986
- Miracoli quotidiani (Non si tratta dello stesso testo pubblicato nel 1938, bensì di un'antologia di racconti estratti da: L'osteria sul torrente, Miracoli quotidiani, I ritratti nel bosco), Palermo, Sellerio, 1988
- Piccoli amanti, Milano, Rusconi Editore, 1990
- Un italiano di Fiume, Milano, Rusconi Editore, 1993
- Alltägliche Wunder (tr. Hans Raimund), Wien, Löcker Verlag, 2024

### Scritti su Enrico Morovich
- Giorgio Bàrberi Squarotti, Invenzione e allegoria: il fantastico degli anni Trenta, in La forma e la vita. Il romanzo del Novecento, Milano, Mursia, 1987, pag. 208-242.
- Gianfranco Contini, Italia Magica, racconti surreali moderni scelti da Gianfranco Contini Torino, Einaudi, 1988 (traduzione dal francese del testo: Gianfranco Contini, Italie Magique, contes surréels modernes choisis par Gianfranco Contini, Parigi, Aux Portes de France, 1946)
- Luigi Fontanella, Il surrealismo italiano, Roma, Bulzoni, 1983
- Bruno Rombi, Morovich, scrittore fra gioco e sogno, Savona, Marco Sabatelli Editore, 1986
- Autori vari, Morovich oltre i confini (Atti del convegno tenutosi a Genova, presso il Palazzo dell'Accademia Linguistica di Belle Arti), in Resine, n. 61-62 (1994), Savona, Marco Sabatelli Editore, 1995
- Edda Serra (a cura di), Enrico Morovich e il surrealismo italiano, in Storia del Mondo n.16, Gorizia-Trieste, Istituto Giuliano di Storia, Cultura, Documentazione, 10 novembre 2003
- Carla Boroni (a cura di) "Le parole legate al dito, 141 racconti dal Giornale di Brescia" volume I (1949-1970)